# Clementina Vélez
María Clementina Vélez Gálvez, también conocida como «La dama de hierro de Cali» (Santiago de Cali, 9 de mayo de 1946-Santiago de Cali, 26 de febrero de 2020) fue una enfermera, abogada, política y profesora universitaria colombiana, quien ejerció durante 27 años como concejala de Santiago de Cali (19 de ellos de manera ininterrumpida), 4 como diputada del Departamento del Valle del Cauca y 6 como Representante a la Cámara de Representantes.

## Estudios
En 1972, Clementina Vélez se graduó de enfermera en la Universidad del Valle; en 1980 de abogada en la Seccional Cali de Universidad Libre (Colombia) y en 2006 de especialista en Gestión de Entidades Territoriales en la Universidad Externado de Colombia.

## Carrera política
Los primeros veinte años de su carrera política; es decir, hasta 1991, la realizó al lado de quien fuera Primer Designado a la Presidencia de la República Gustavo Balcázar Monzón. A partir de esta época, su trabajo lo realizó al lado del antioqueño Luis Guillermo Vélez Trujillo, y sus sucesores políticos, creando dentro de la élite política local el clementinismo, el cual logró mantener una curul en el Concejo de Santiago de Cali hasta el 31 de diciembre de 2019.

### Concejal de Santiago de Cali
Fue concejal del Municipio de Santiago de Cali durante los períodos constitucionales 1972-1974; 1974-1976; 1984-1986; 1992- 1994; 1995-1997; 2004- 2007; 2008-2011; 2012-2015 y 2016-2019.

### Diputada de la Asamblea del Valle del Cauca
Fue diputada del Departamento del Valle del Cauca durante los períodos constitucionales 1986–1988; 1988-1990.

### Representante a la Cámara
Fue representante a la cámara entre 1990 y 1991. Posteriormente durante el período constitucional 1998-2002.

## Trabajo legislativo
Fue ponente en las siguientes leyes:
- Por medio de la cual se expiden normas sobre sistemas de transporte masivo.
- Por medio de la cual se expide el estatuto de derechos y deberes de los usuarios del servicio de transporte aéreo.
- Reforma al Código Nacional de Tránsito Terrestre.
- Por la cual se regula la prestación de servicios de comunicación personal PSC y se dictan otras disposiciones.
- Por la cual se establece el Régimen de los Servicios Postales y se dictan otras disposiciones.
- Por la cual se dictan normas para la utilización de las zonas de parqueo en las vías públicas urbanas y en los edificios públicos.
- Por la cual se dictan normas sobre la utilización de espacio en las vías y algunos bienes de uso público.
- Por la cual se regula el porcentaje de comisión en la relación Aerolíneas - Agencias de Viajes y se dictan otras disposiciones.
- Por la cual se suprime los exámenes del ICFES.
- Por la cual se reglamenta la profesión de la bacteriología y se dictan otras disposiciones.
- Por medio de la cual se reglamenta el ejercicio de la profesión de Ingeniería Catastral y Geodesia.
- Por la cual se dictan normas para el reconocimiento y apoyo a la educación no formal.
- Por medio de la cual se establece la Capacitación para los miembros de las Corporaciones Públicas, Alcaldías y Gobernadores.
- Por la cual se modifican las Leyes 23 de 1.982 y 44 de 1.993 - Derechos de Autor. Se adopta algunas disposiciones relativas a la condición del artista. Por medio de la cual se reforma la Ley 115 de 1.994 y se dictan otras disposiciones.
- Por la cual se adiciona la ley general de la cultura.

## Suspendida por la Procuraduría
En enero de 2011, el procurador general de la Nación Alejandro Ordóñez sancionó a Clementina Vélez con suspensión e inhabilidad por el término de dos meses por irregularidades en la elección del contralor Miguel Eric Piedrahíta López.

## Fallecimiento
Padeció cáncer de mama desde 1994, tras lo cual trabajó durante veinticuatro años ayudando a otras mujeres en el proceso de la enfermedad así como en la colaboración para la obtención de prótesis para la reconstrucción mamaria para mujeres sin recursos. Falleció a los setenta y tres años el 26 de febrero de 2020 en Santiago de Cali.